# Gentile da Montefiore
Gentile Partino da Montefiore, (talvolta anche Gentilis de Monteflorum,  Gentilis di Montefiori,  Gentile di Particino da Montefiore, Gentile Partino, Partino di Montefiore dell'Aso o anche Gentile Portino) (Montefiore dell'Aso, 1240/1250 circa – Lucca, 27 ottobre 1312), è stato un cardinale italiano, appartenente all'Ordine dei frati minori.

## Biografia
Nato in una famiglia nobile di Montefiore dell'Aso, i conti Partino, Gentile entrò nell'Ordine dei frati minori nel convento di Montefiore dell'Aso e fu inviato a studiare alla Sorbona a Parigi ed ottenne il titolo di magister prima del 1295. Professore di teologia a Parigi, fece ritorno in Italia prima della fine del 1294 e a Perugia incontrò il cardinale Benedetto Caetani, il futuro papa Bonifacio VIII. Nel 1296 fu lettore di teologia nel Sacro Palazzo.
Nel concistoro del 2 marzo 1300, anno del Giubileo, fu creato cardinale prete dallo stesso Bonifacio VIII con il titolo di Santi Silvestro e Martino ai Monti. Nel 1307 fu legato papale in Ungheria, con il compito precipuo di assicurare agli angioini il trono di quella Nazione.
La sua presenza è documentata a Perugia il 26 marzo 1312, con l'incarico di trasferire ad Avignone il tesoro pontificio mentre verso l'inizio di giugno il cardinale si trasferì a Lucca, dove si ammalò e morì il 27 ottobre 1312. Fu sepolto sotto l'altare della cappella di san Ludovico, a fianco della cappella di san Martino nella basilica inferiore di San Francesco d'Assisi, entrambe da lui commissionate e fatte affrescare da Simone Martini.
Il 5 agosto dell'anno successivo il papa fece assegnare tutti i beni posseduti dal cardinale da Montefiore al cardinale Vital du Four, anch'egli appartenente all'ordine dei frati minori.